# Роджерс, Джон (хоккеист)
Джордж Э́двард Фре́дерик (Джон) Ро́джерс (англ. George Edward Frederick (John) Rogers, 22 августа 1910, Александрия, Египет) — британский хоккеист, вратарь. Участник зимних Олимпийских игр 1928 года, бронзовый призёр чемпионата Европы 1928 года.

## Биография
Джон Роджерс родился 22 августа 1910 года в египетском городе Александрия.
Играл в хоккей с шайбой за Оксфордский университет. В 1930 году выступал за «Лондон Лайонз».
В 1928 году вошёл в состав сборной Великобритании по хоккею с шайбой на зимних Олимпийских играх в Санкт-Морице, занявшей 4-е место. Играл на позиции вратаря, провёл 4 матча, пропустил 24 шайбы (14 — от сборной Канады, 4 — от Швейцарии, по 3 — от Бельгии и Швеции). По итогам олимпийского турнира также получил бронзовую медаль чемпионата Европы.
В 1929 году играл за сборную Великобритании в матче с Канадой.
Предположительно входил в состав сборной Великобритании на чемпионатах мира 1930 и 1931 годов как запасной вратарь.
О дальнейшей жизни данных нет.